# Борис Дерменджиев
Борис Крумов Дерменджиев е български скулптор.

## Биография и творчество
Занимава се професионално с монументална и кавалетна скулптура., както и с рисуване Син е на известния скулптор Крум Дерменджиев и дълго време работи скулптура в ателието му. След неговата смърт продължава да работи сам. В много от творбите му се усеща влиянието, което му е оказал неговият баща в скулптурата. Работи предимно в областта на портрета. Придържа се към класическия стил на изобразяване, вдъхновен от старите майстори. Сред някои от известните му произведения са бюстовете на Христо Ботев, Трендафил Керелов, Кръстьо Хаджииванов, както и посмъртният бюст на баща му Крум Дерменджиев.
Произведения на Борис Дерменджиев притежават частни колекционери, а други са поставени на обществени места като паметници. Участвал е в общи художествени изложби.
Интерес представляват и бележките на Крум Дерменджиев за сина му Борис, оставени в личните му дневници, където споделя интересни моменти от съвместното им съжителство. Ето един от по-важните цитати от писмен текст на Крум Дерменджиев за него: „Поне да се знае че е талантлив и добър. Не бива при толкова голям честен труд като техническо лице в моята творческа дейност да бъде преследван, вместо подпомогнат. Ще бъде несправедливо и жестоко дори.“